# St. Stephan (Gräfelfing)

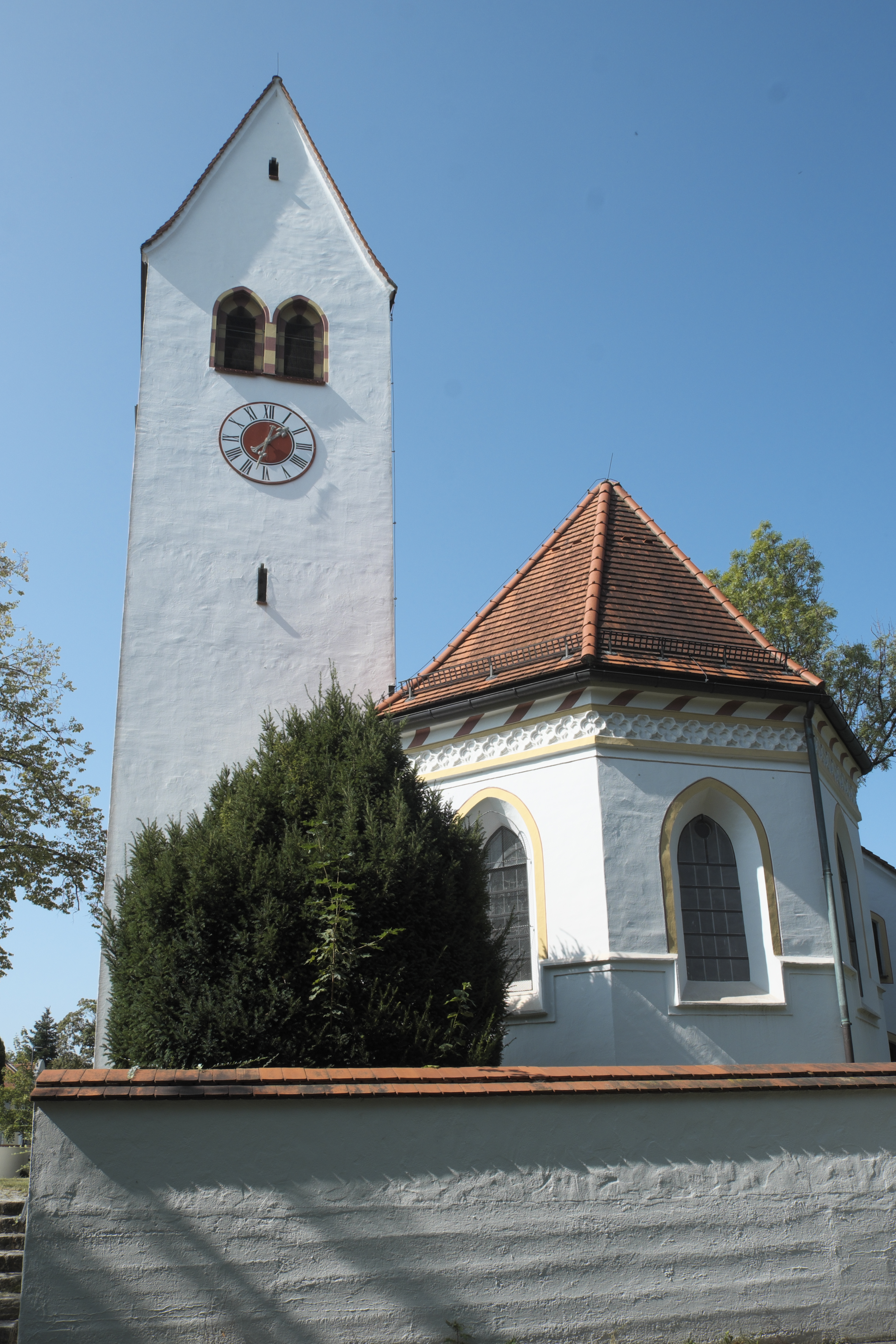
Alte Pfarrkirche St. Stephan

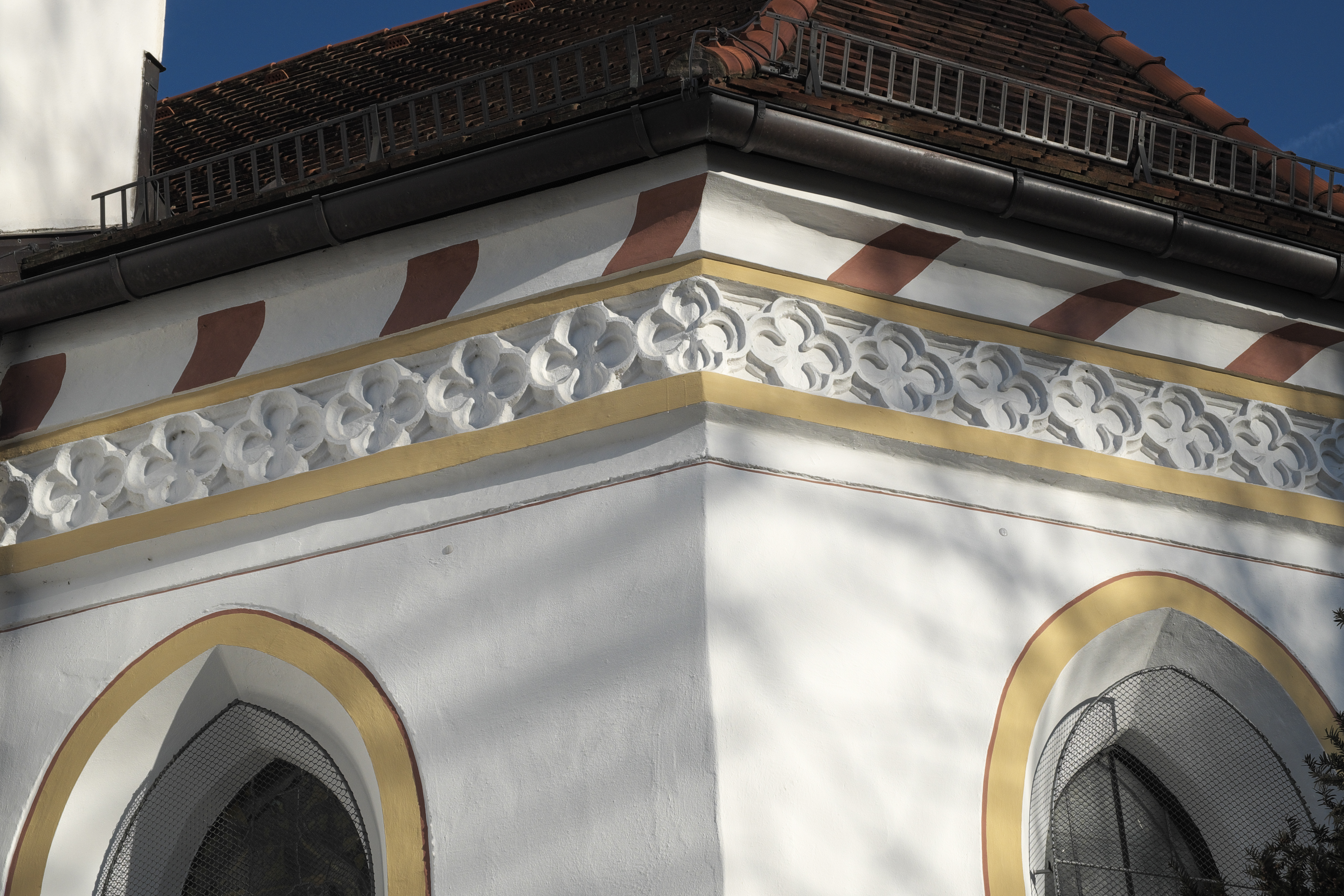
Vierpassfries am Chor

Die alte katholische Pfarrkirche St. Stephan in der Gemeinde Gräfelfing im oberbayerischen Landkreis München wurde in der zweiten Hälfte des 15. Jahrhunderts auf den Grundmauern eines romanischen Vorgängerbaus errichtet. Im 18. Jahrhundert wurde die Kirche im Stil des Barock umgestaltet und verlängert. Die Kirche mit dem Patrozinium des heiligen Stephanus liegt nahe der Würm im Zentrum des ehemaligen Dorfes. Seit der Weihe der neuen Gräfelfinger Pfarrkirche im Jahr 1934 ist sie deren Filialkirche. 
Die Pfarrkirche St. Stephan in Gräfelfing steht unter Denkmalschutz und ist unter dem Aktennummer D-1-84-120-29 in der Denkmalliste des Bayerischen Landesamtes für Denkmalpflege erfasst.

## Geschichte
In einer Urkunde aus dem Jahr 802 wird eine erste, wohl aus Holz errichtete Kirche in Gräfelfing erwähnt. Im Jahr 1206 wird erstmals die Pfarrei Gräfelfing genannt, als der Freisinger Bischof Otto II. die „ecclesia von Greffolfingen“ dem Augustiner-Chorherrenstift Rottenbuch unterstellte. In einer Urkunde aus dem Jahr 1315 werden die Kirchen von Lochham, Hadern (bis 1920), Krailling (bis 1878), Neuried (bis 1878) und Forstenried (bis 1878) als Filialen der Gräfelfinger Pfarrkirche aufgelistet. Die Fundamente dieses romanischen Nachfolgerbaus wurden bei Ausgrabungen im Jahr 1977 entdeckt. Mauerpartien dieser Kirche wurden vermutlich in den spätgotischen Erweiterungsbau miteinbezogen, der unter dem Pfarrer Ludwig Pirmater zwischen 1480 und 1505 erfolgte. Damals wurden das Langhaus vergrößert und erhöht sowie der Chor und an der Südseite des Langhauses der Glockenturm errichtet. Im Jahr 1728 wurden im Norden an den Chor die Sakristei mit einem Oratorium angebaut, das Langhaus nach Westen verlängert und der Innenraum neu eingewölbt. In den Jahren 1978 und 2001 fanden Renovierungen der Kirche statt.

## Architektur

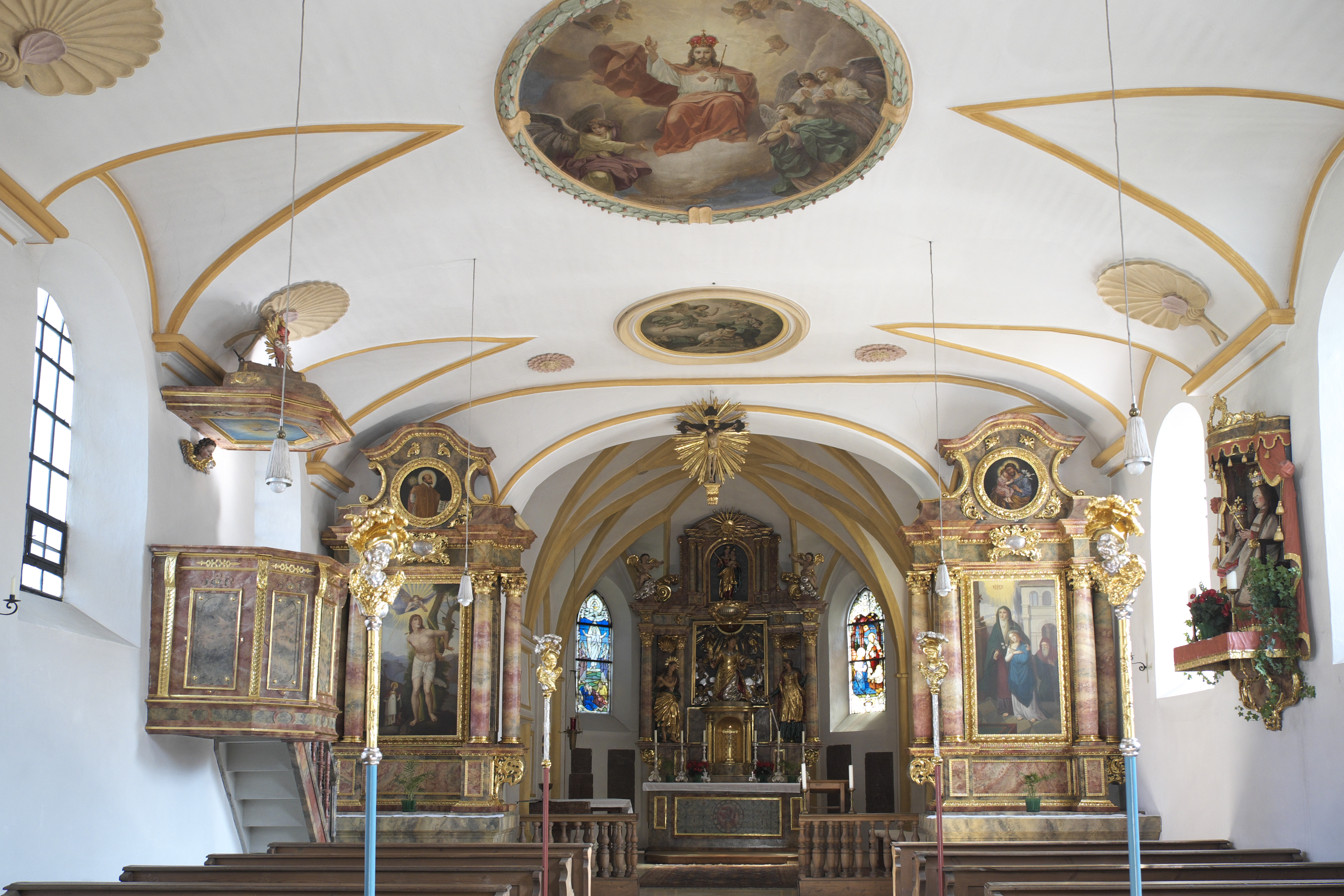
Innenraum

### Außenbau
Im südlichen Chorwinkel steht der ungegliederte, mit einem Satteldach gedeckte Turm, der an Süd-, Ost- und Nordseite von gekuppelten Klangarkaden durchbrochen wird. An der Westseite ist ein einfaches Spitzbogenfenster eingeschnitten. Am Chor verläuft unter dem Dachansatz ein Vierpassfries aus Formsteinen.

### Innenraum
Der Innenraum besteht aus einem einschiffigen Langhaus und einem eingezogenen, fünfseitig geschlossenen Chor. Das Langhaus wird von einer flachen Stichkappentonne gedeckt, der Chor weist ein Sternrippengewölbe auf. Den westlichen Abschluss des Langhauses bildet eine Empore, deren Brüstung mit Flachschnitzereien aus dem frühen 16. Jahrhundert verziert ist. Die Deckenmalereien wurden 1922/23 von Oswald Völkel ausgeführt.

## Ausstattung

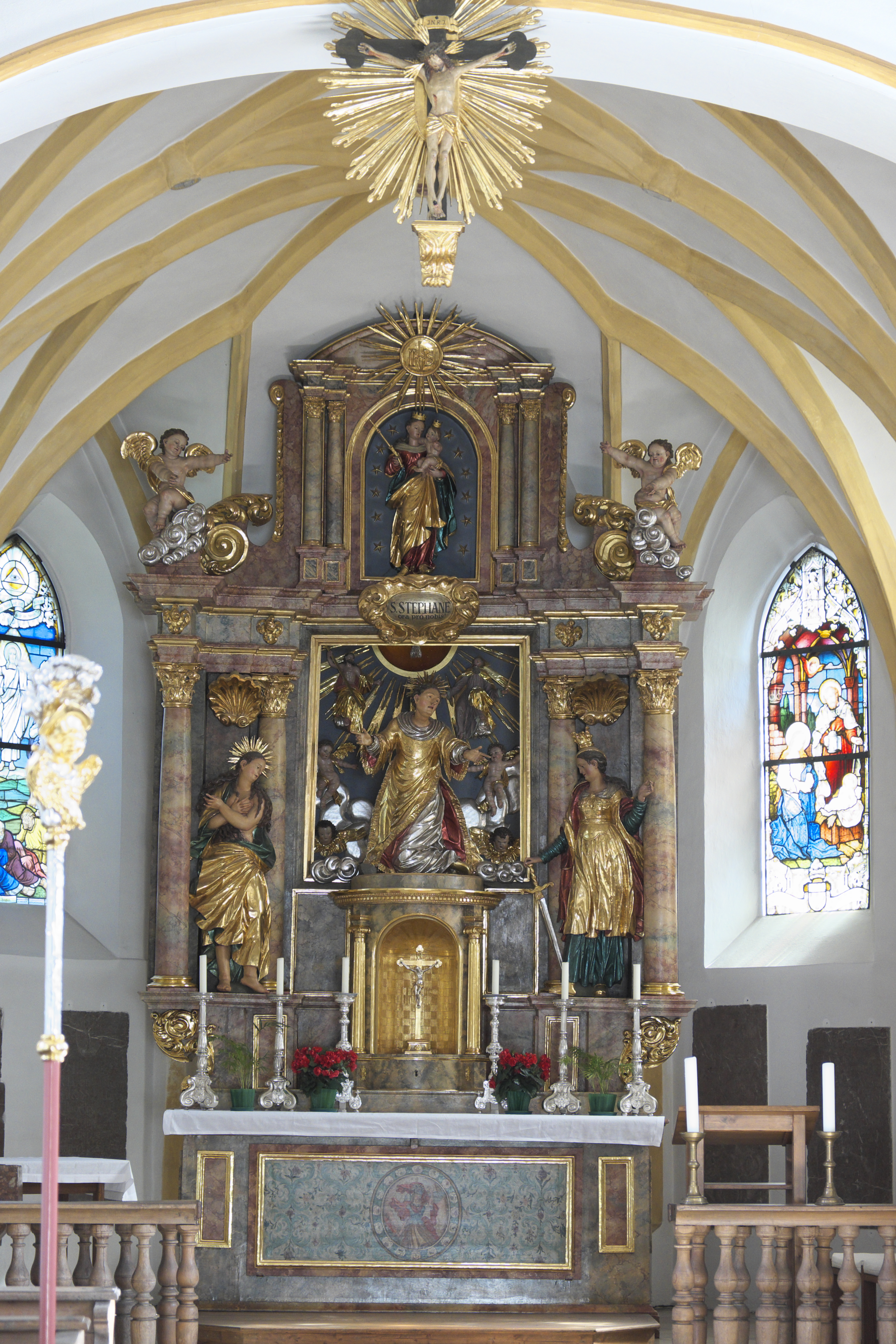
Hochaltar

- Der barocke Hochaltar ist eine Arbeit des in Schongau tätigen Bildhauers Johann Pöllandt aus der Zeit um 1691. In der Mitte ist der Kirchenpatron, der heilige Stephanus, dargestellt, der unter der Dreifaltigkeit kniet und von Engelsputten umgeben ist. Zwischen den beiden seitlichen Säulen stehen links Maria Magdalena, mit langen Haaren und nacktem Oberkörper dargestellt, und rechts die heilige Katharina, an ihrem Attribut, dem Schwert, zu erkennen. In der Auszugsnische sieht man eine von Sternen gerahmte Madonna mit Kind.
- Die beiden Seitenaltäre stammen aus der Zeit um 1690, die Altarblätter wurden 1904/05 geschaffen. Am nördlichen Altar ist das Martyrium des heiligen Sebastian dargestellt, am südlichen Altar der Tempelgang Mariens. Die Auszugsbilder, links der heilige Ignatius von Loyola und rechts der heilige Josef, wurden 1794 von Johann Nepomuk Schöpf gemalt. Eine Inschrift am linken Seitenaltar erinnert an die Altarweihe durch den Freisinger Weihbischof Johannes Frey im Jahr 1463.
- Die Kanzel wird um 1700 datiert.
- Die beiden Bleiglasfenster im Chor, links mit der Darstellung der Verklärung Jesu und rechts mit der Darstellung der Geburt Christi, wurden im Jahr 1902 eingebaut.
- Unter einem Rokokobaldachin an der südlichen Langhauswand thront eine Madonna mit Kind aus dem 18. Jahrhundert.
- Die vier Prozessionsstangen sind mit den Halbfiguren von Cherubinen bekrönt. Sie sind Arbeiten aus der zweiten Hälfte des 18. Jahrhunderts und werden dem Umkreis von Johann Baptist Straub zugeschrieben.
- Der Corpus des Chorbogenkruzifixes wird in das 16. Jahrhundert datiert.
- Das Taufbecken aus Rotmarmor stammt noch aus spätgotischer Zeit. Der Kupferdeckel wurde 1656 aufgesetzt.
- In die Chorwände sind Rotmarmorgrabplatten aus dem 15. und 16. Jahrhundert eingemauert. Auf dem Grabstein für Wolfgang Risheimer († 1515) ist unter der Inschrift sein Wappen eingemeißelt.

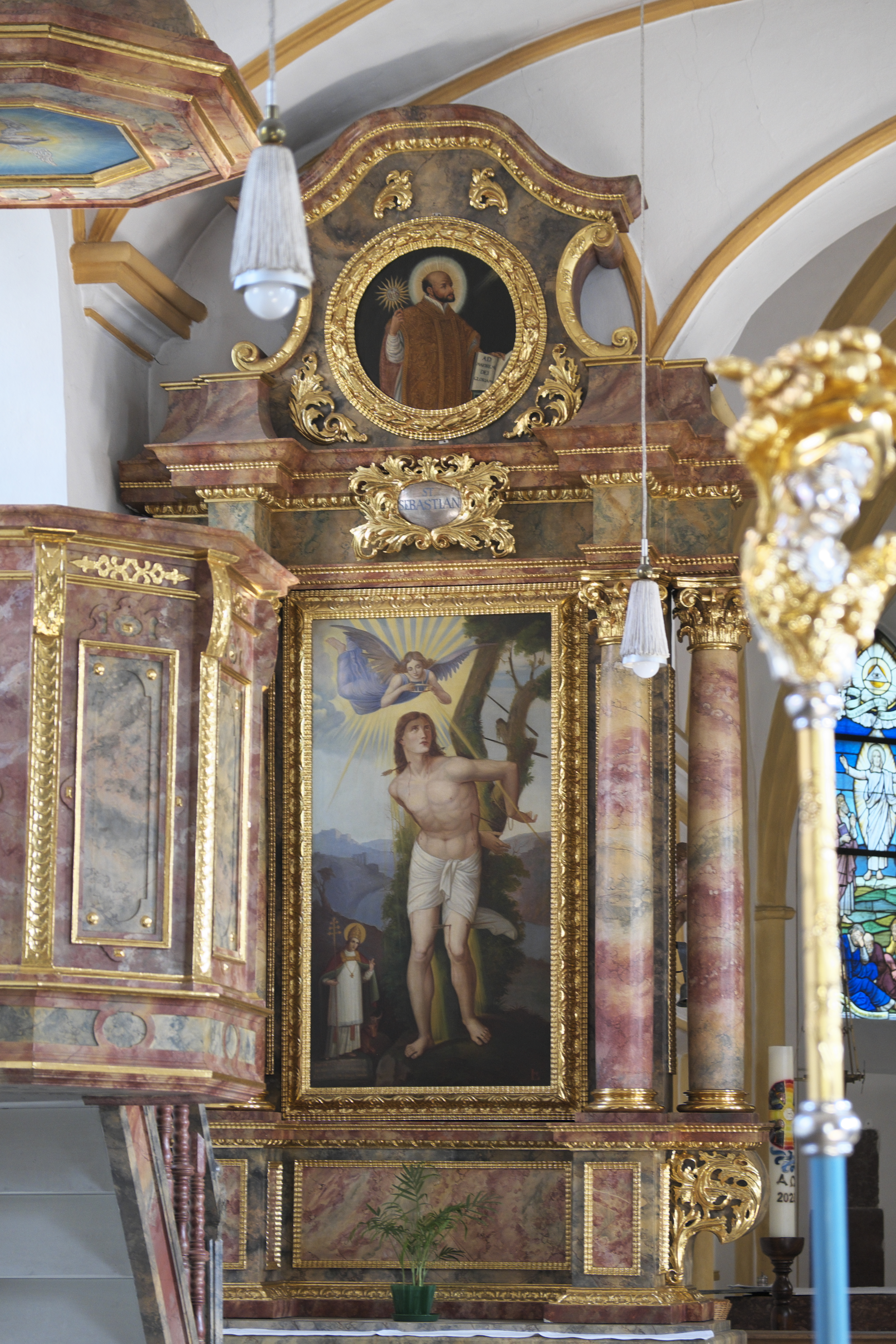
Nördlicher Seitenaltar
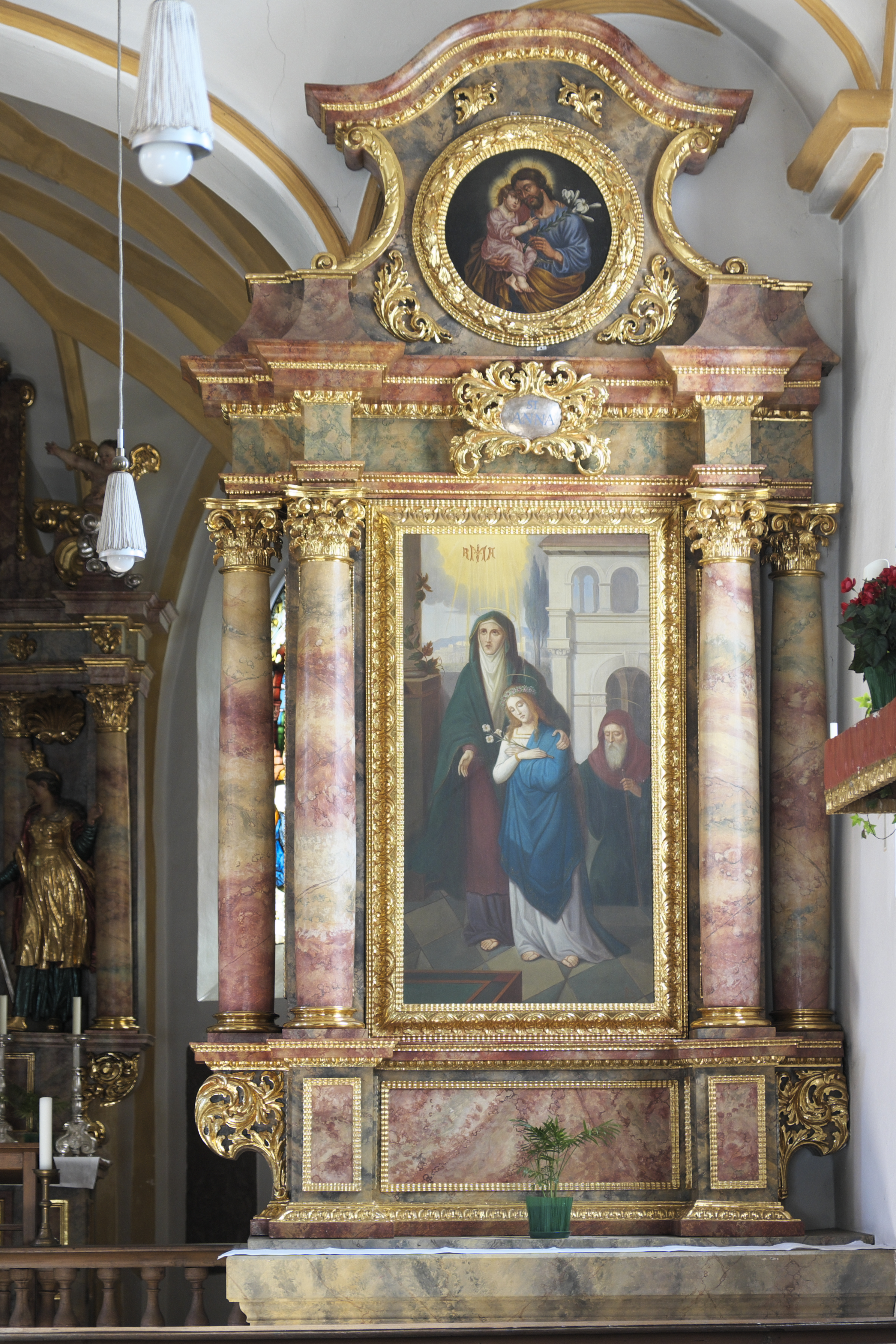
Südlicher Seitenaltar
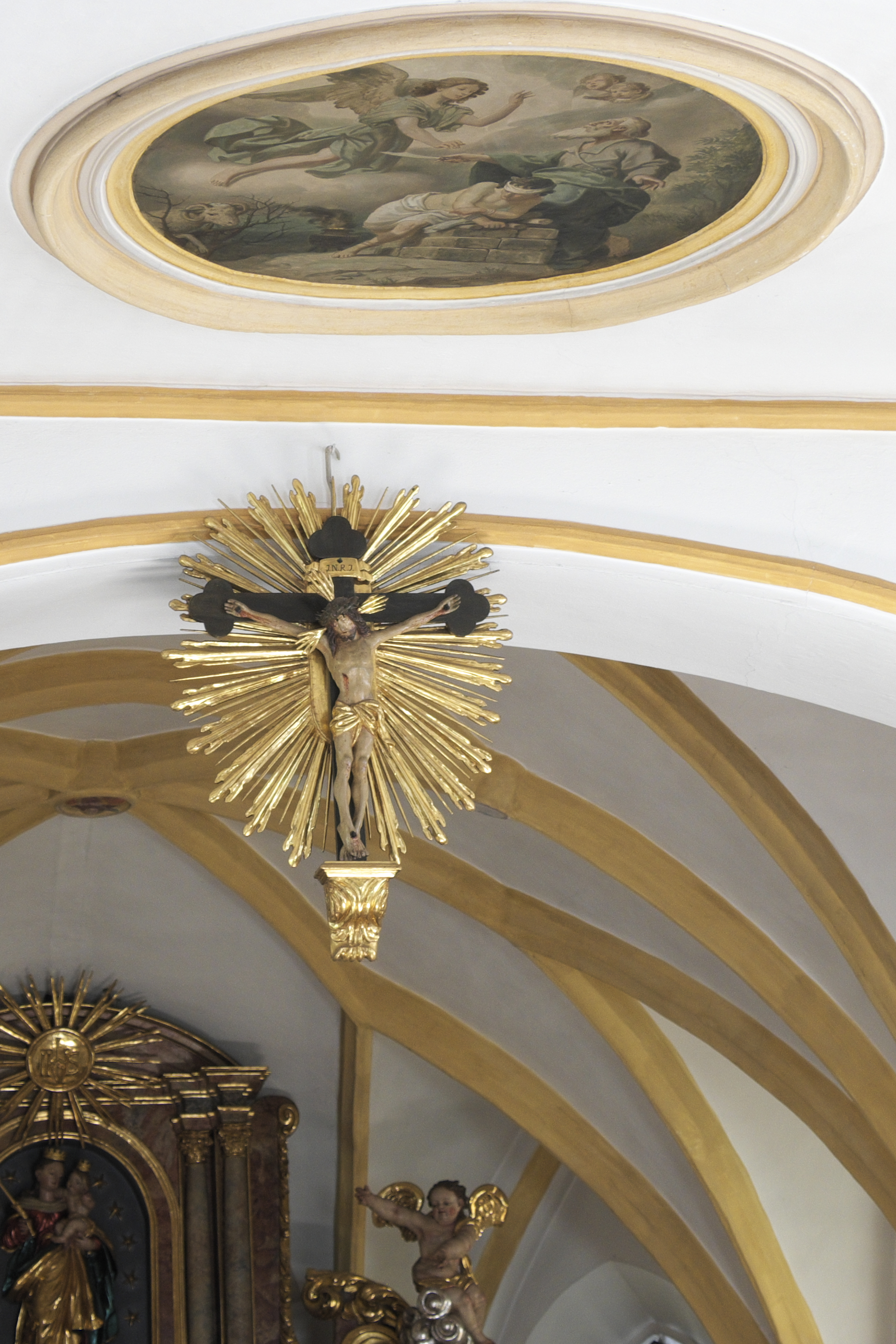
Chorbogenkruzifix
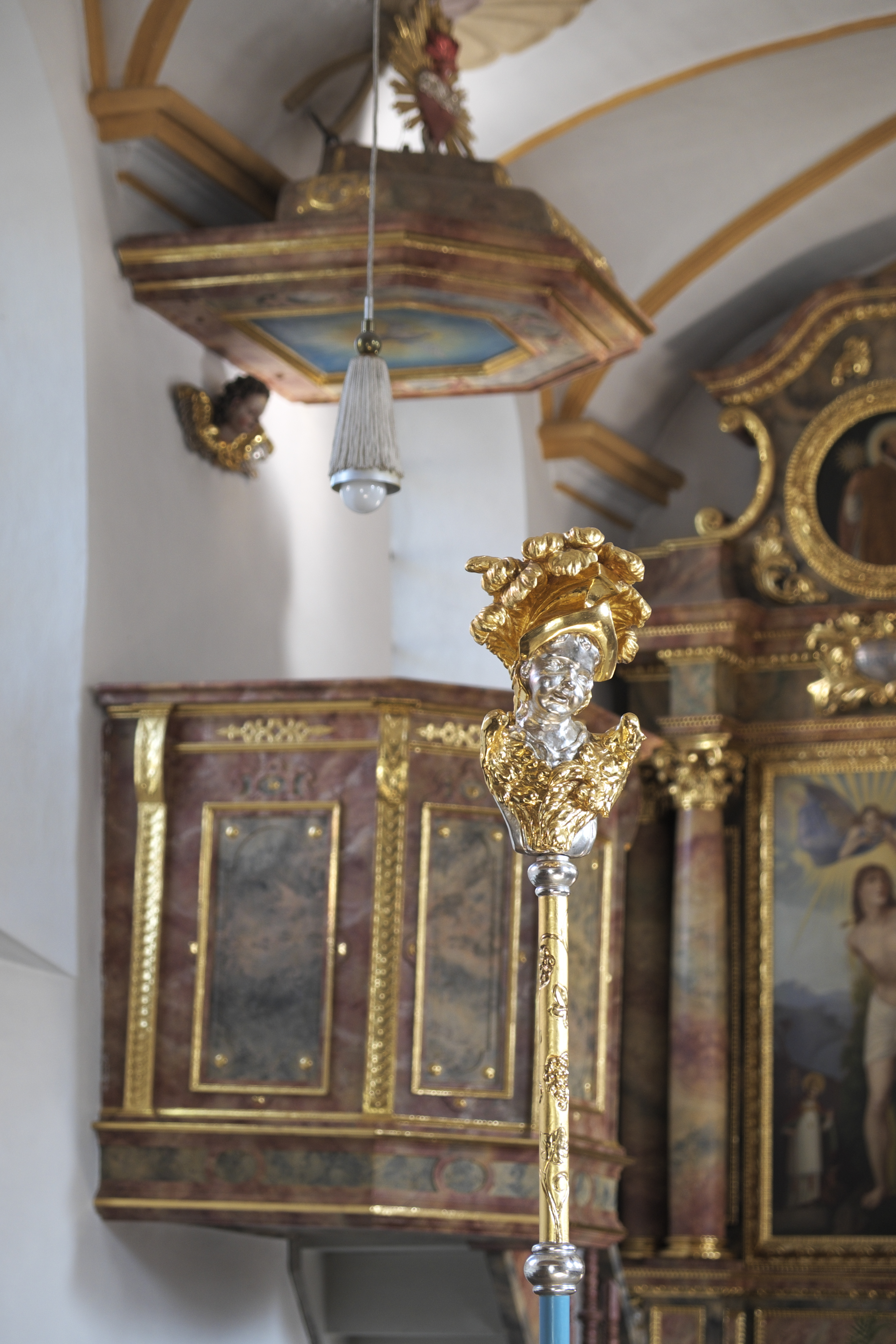
Prozessionsstange, im Hintergrund Kanzel

### Orgel
Die Orgel wurde 1979 von Günter Ismayr gebaut. Sie hat 7 Register, ein Manual und Pedal. 1987 wurde sie von Christoph Kaps umgebaut. Seitdem lautet die Disposition:
| I Hauptwerk    |       |
| Rohrflöte      | 8′    |
| Prinzipal      | 4′    |
| Gedackt        | 4′    |
| Oktave         | 2′    |
| Sesquialter II | 2 ⁄3′ |
| Scharf III     | 1′    |

| Pedal  |     |
| Subbaß | 16′ |

- Bemerkungen: Schleiflade, mechanische Spiel- und Registertraktur

## Kunst vor der Kirche
Seit der Ausstellung „Glaube Liebe Hoffnung – Kunst an sakralen Orten in Gräfelfing“, 23. Juni – 15. August 2018, steht die Holzskulptur „Barmherzigkeit“ von Franz Hämmerle auf der Ostseite vor der Alten Stephanuskirche.

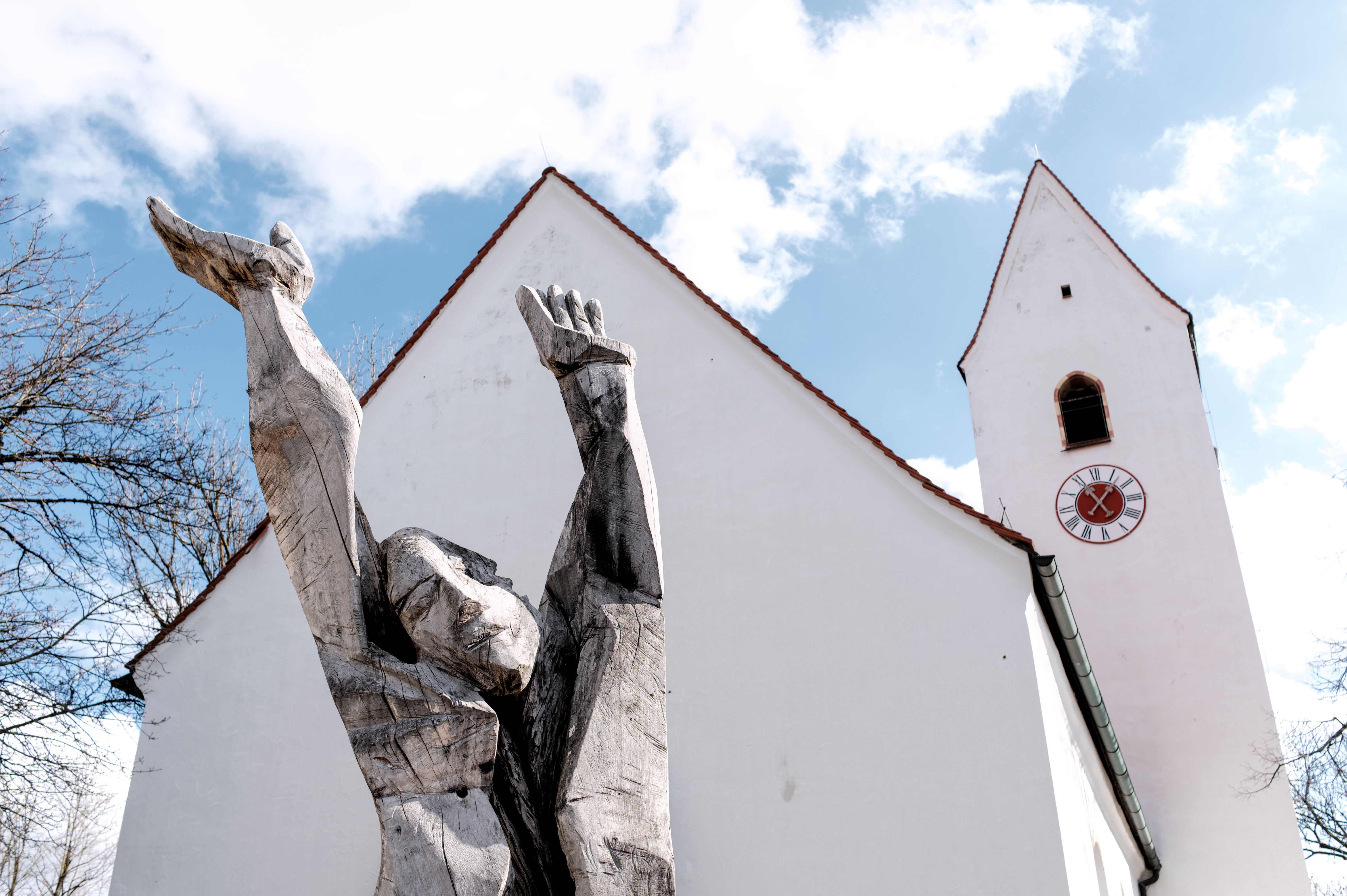
Kunst vor der Kirche: Holzskulptur „Barmherzigkeit“ von Franz Hämmerle